# Вја Ардонеге I (Падова)
Вја Ардонеге I је насеље у Италији у округу Падова, региону Венето.
Према процени из 2011. у насељу је живело 17 становника. Насеље се налази на надморској висини од 6 м.